# 国際金融協会
国際金融協会（Institute of International Finance、略称 IIF）は、グローバルな金融サービス業界の協会または業界団体である。1980年代初頭の国際債務危機に対応して1983年に主要先進工業国の38の銀行によって作られ 、その後70か国以上の490を超える銀行を代表するように拡大した。

## 使命
国際金融協会（IIF）の使命は、リスクの慎重な管理において金融業界をサポートすること。健全な業界慣行を発展させること。そして、加盟国の幅広い利益につながる規制、金融、経済政策を提唱し、世界的な金融の安定と持続可能な経済成長を促進することである。
国際金融協会（IIF）は、次の方法で会員にサービスを提供している。
- 新興市場およびグローバルファイナンスの他の問題に関する分析・調査結果のメンバーへの提供。
- 多国間機関の政策を含む政策、および世界の金融市場の参加者に共通の関心のあるテーマについて、一般の議論に影響を与える見解と提案を開発し、前進させる。
- メンバーが意見を交換し、政策立案者、規制当局、民間金融機関の間で対話の機会を提供するためのネットワークの調整。

## 会員
国際金融協会（IIF）の会員には、商業銀行、投資銀行、資産運用会社、保険会社、ソブリンウェルスファンド、ヘッジファンド、中央銀行、開発銀行が含まれる。

## 組織
協会の取締役会は、ティモシー・アダムス会長が率いて、 副会長のブライアン・ポーター（IIFの会計担当でもある）、ウォルター・キールホルツ、ピユッシュ・グプタ、キャンディード・ブレイチャーなど43人の主要なメンバーで構成され、協会の社長兼最高経営責任者は、2013年2月1日から会長職に就いているティモシー・アダムスである。
協会はワシントンD.C.に本拠を置き、北京、シンガポール、ドバイ、ブリュッセル、ロンドンに衛星オフィスを持っている。 

## 歴代会長
- ウィリアム S.オグデン (創立準備委員会及び暫定理事会議長、1983年)
- リチャード D. ヒル (1984 – 1986年)
- バリー・F・サリバン (1986 – 1991年)
- アントワーヌジャンコート-ガリニャーニ (1991 – 1994年)
- ウィリアム R. ローズ、臨時会長代理  (1994年4月 - 10月)
- 行天豊雄 (1994 – 1997年)
- ジョージ・ブルム (1997 – 1998年)
- ジョン R.H. ボンド (1998 – 2003年)
- ジョセフ・アッカーマン (2003 – 2012年)
- ダグラス・フリント (2012 - 2016年)
- アクセル・ウェーバー (2016年 - )